# Crookhaven

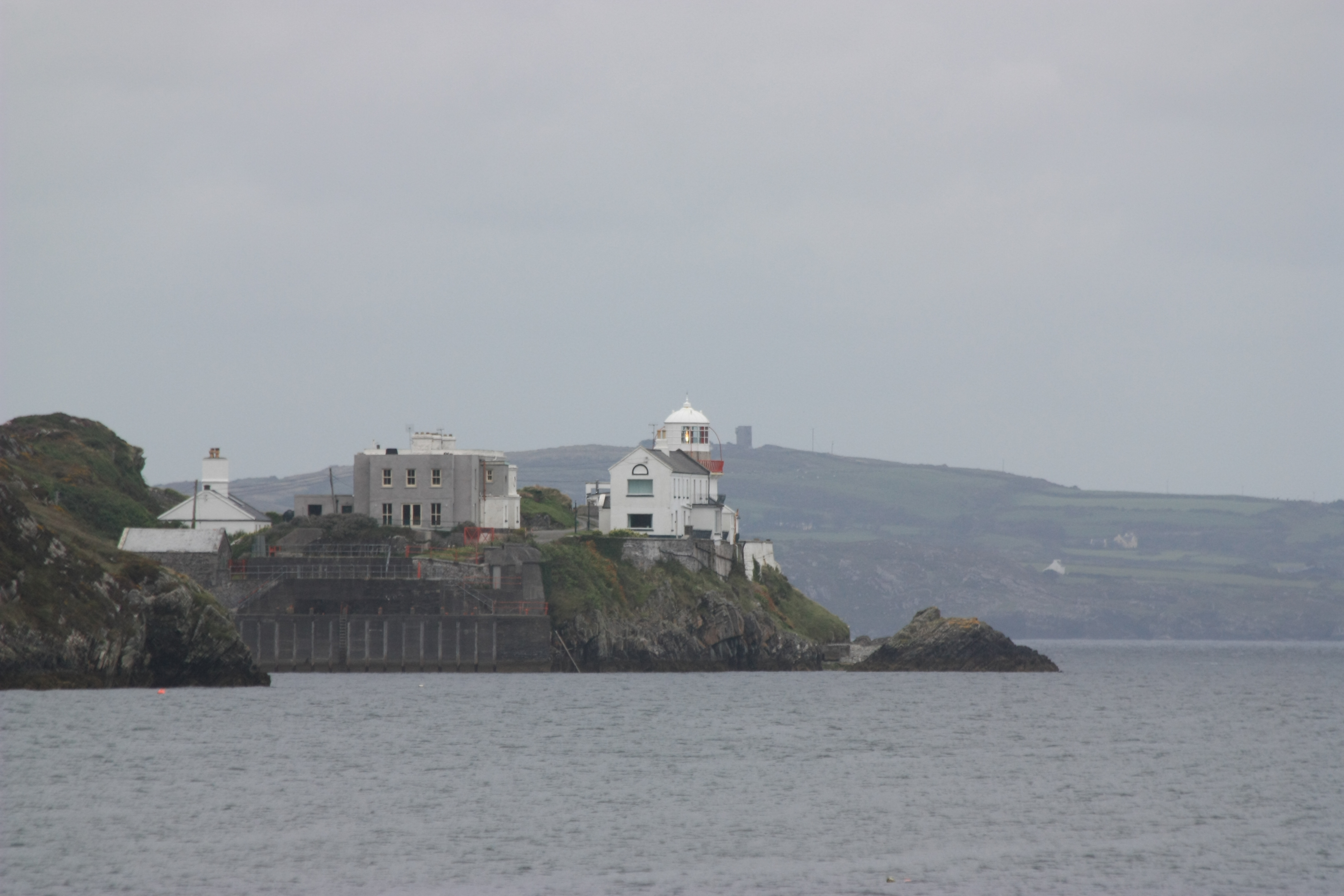
Fyrtorn i Crookhaven.

Crookhaven (iriska: An Cruachán) är en by i grevskapet Cork i Republiken Irland. Den är belägen på den sydvästligaste punkten på ön. Trakten (townland) Crookhaven hade 69 permanent bofasta invånare vid folkräkningen 2016. Under sommaren ökar invånarantalet till omkring 400. Platsen är ett populärt ställe för irländarna att ha sommarboenden på.
Crookhaven har trots sin lilla storlek totalt tre pubar och hade en hamn som fraktade gods mellan Europa och USA. Många av byns invånare var anställda vid just denna hamn.